# Aframomum rostratum
Aframomum rostratum är en enhjärtbladig växtart som beskrevs av Karl Moritz Schumann. Aframomum rostratum ingår i släktet Aframomum och familjen Zingiberaceae. Inga underarter finns listade i Catalogue of Life.